# Scion tC
O Scion tC é um carro compacto fabricado pela Toyota sob a marca Scion de 2004 a 2016 ao longo de duas gerações: ANT10 (2004-2010) e AGT20 (2011-2016). Ambas as gerações foram construídas no Japão e exclusivas das concessionárias Toyota North American Scion. O tC foi introduzido primeiro nos Estados Unidos em 2005 e depois, a partir da segunda geração em 2010, também no Canadá.
O tC é considerado o sucessor espiritual do Toyota Celica na América do Norte, feito para atrair o mercado milenar. O nome tC significa "coupé de turismo". A partir de 2011, o tC é vendido como o Toyota Zelas no Oriente Médio , China e América do Sul, um nome derivado de " zelante " , italiano para "apaixonado" ou "zeloso

## Primeira Geração
A Toyota estreou a produção do tC no NAIAS de janeiro de 2004, com vendas iniciadas em agosto de 2004 como um ano modelo de 2005. O Scion tC é um sucessor espiritual do Toyota Celica, a fim de atrair o mercado do milênio. A Toyota esperava fazer isso, tornando os recursos padrão inúmeros e opcionais recursos extremamente fáceis de adicionar, além de dar ao carro um toque esportivo. O Scion tC compartilha seu chassi com o Avensis  e usa uma suspensão dianteira MacPherson e uma suspensão traseira do tipo wishbone duplo. Seu baixo preço (base MSRP de US $17.670 para o modelo 2009 com transmissão manual) é uma característica importante, bem como o estilo de marketing de precificação "monospec" puro que a Toyota adotou. Esta geração não foi vendida no Canadá.
O equipamento padrão inclui vidros elétricos, controle de cruzeiro, ar condicionado, entrada sem chave , luzes de pisca montadas no espelho, freios a disco anti-bloqueio nas quatro rodas, sistema de som Pioneer de 160 watts com CD player, rodas de liga leve de 17 polegadas e um teto solar panorâmico.
O tC recebeu um facelift menor em 2007 para o ano modelo de 2008, que incluiu uma grelha revista, novo para-choque e luzes traseiras.
Uma versão de baixo custo do Scion tC conhecido como o Spec Package foi oferecido sem muitos dos acessórios padrão. O Scion tC Spec Package substitui as jantes de liga leve de 17 polegadas (430 mm) por rodas de aço de 16 polegadas (410 mm) e tampas de rodas de sete raios. O telhado de vidro é fixado no lugar e o volante é feito de uretano em vez de couro embrulhado e não tem controles estéreo; controle de cruzeiro também não é oferecido e muitas outras pequenas alterações interiores e exteriores. Este modelo, que serve como uma placa em branco para o mercado de tuners, foi oferecido em apenas quatro cores: Super White, Flint Mica, Black Sand Pearl e Classic Silver Metallic. O MSRP foi US $ 1.400 mais barato que o modelo padrão. O pacote de especificações foi descontinuado para o ano de 2009.
O modelo foi o best-seller da Scion, alcançando mais de 79.125 unidades vendidas em 2006, mas as vendas do carro rapidamente diminuíram até 2010, movimentando apenas 15.204 unidades. Uma segunda geração foi lançada para o ano modelo de 2011.
Car and Driver elogiou o tC de 2005 por sua lista de acessórios, mas criticou-o por ter pouco espaço nos bancos de trás e no porta-malas.